# Pierre of the Plains
Pierre of the Plains er en amerikansk stumfilm fra 1914.

## Medvirkende
- Edgar Selwyn som Pierre.
- Dorothy Dalton som Jen Galbraith.
- Sydney Seaward som Tom Redding.
- Riley Hatch som Peter Galbraith.
- Joseph Rider som Val.